# Çepni
Çepni (antiga ortografia Čepni, escrit també Cepni) fou una tribu oghuz, que va tenir un paper destacat en l'ocupació turca de l'Àsia Menor.
La tribu es va establir inicialment a la regió de Kirsheir durant el segle xiii; a la segona meitat del segle una fracció de la tribu es va establir a Samsun i el 1277 va defensar la ciutat contra l'emperador de Trebisonda. Al segle xiv va participar decisivament a la conquesta del districte de Djanik (Ordu-Giresun) on van fundar l'emirat (beilicat) d'Hadjdji Emirli. Alguns grups es van establir al segle xv a Sivas i es van dedicar a l'agricultura; un altre grup va anar a la zona d'Alep i durant el segle següent es va establir a Aintab. Encara algun grup es va establir a Izmir, Aydın, Manisa i Balikesir (van agafar el nom de Bashim Kizdilu).
Una branca de la tribu va quedar integrada a la confederació dels Ak-Koyunlu sota Uzun Hasan (al segle xvi van passar al servei dels safàvides). Vers el 1500 els çepni dominaven la regió a l'entorn de Trebisonda, especialment a l'oest i sud-oest, i els otomans van anomenar la zona com wilayet-i Čepni; a partir d'aquesta data es van estendre cap a l'est de Trebisonda; al segle xviii es van enfrontar a les poblacions locals a la regió de Samsun-Rize a les que progressivament van acabar turcisant.
Algunes viles a Turquia porten el nom de la tribu.